# Anke Vondung
Anke Vondung (* 1972 in Speyer) ist eine deutsche Opernsängerin (Mezzosopran, Alt).

## Leben
Sie war von 2003 bis 2006 Mitglied der Semperoper, der sie auch in der Folge als Gast verbunden blieb. Hier sang sie unter anderem Giulio Cesare, Dorabella, Sesto, Octavian, Clairon („Capriccio“), Cenerentola und Carmen.
Sie sang insbesondere bei den Salzburger Festspielen, der Oper von Glyndebourne, der Bayerischen Staatsoper, beim Théâtre du Châtelet und der Opéra Bastille in Paris sowie den Staatsopern von Hamburg, Berlin und München und der Metropolitan Opera in New York City.
Dabei sang sie die Rollen der Dorabella in Così fan tutte, des Cherubino in Le nozze di Figaro, des Octavian in Der Rosenkavalier, der Carmen in der Oper von Bizet, der Marguérite in Berlioz’ Damnation de Faust sowie Das Lied von der Erde von Gustav Mahler und viele Werke von Johann Sebastian Bach. Zu ihrem Konzertrepertoire gehört auch der Zyklus Les nuits d’été von Berlioz, den sie unter anderem mit dem Gewandhausorchester Leipzig interpretierte.

## Theatrografie (Auswahl)
- 2014: Carmen (als Carmen), Dresden
- 2014: Geschichten aus dem Wienerwald (als Mutter), Bregenz, 2015 auch in Wien

## Diskografie
Anke Vondung hat rund 15 Aufnahmen veröffentlicht, meist in Zusammenarbeit mit BBC / Opus Arte, Harmonia Mundi und Faraò. Ausgewählte Werke sind:
- Johann Sebastian Bach: Kantaten BWV 34a, BWV 69a, BWV 232; BWV 244, BWV 245 (Auszüge), dir. Helmuth Rilling.
- Johann Sebastian Bach: Matthäus-Passion. (Farao).
- Richard Strauss: Der Rosenkavalier (als Octavian). Euroarts, 2008.
- Ludwig van Beethoven: Missa solemnis. (Farao).
- Mozart: Così fan tutte (als Dorabella). Aufgenommen während der 2006 Glyndebourne Festival (Blu-ray, Opus Arte).[7]
- Arnold Schönberg: Lied der Waldtaube (Frühfassung mit Klavierbegleitung), aus: Gurre-Lieder. In: Arnold Schönberg: Sämtliche Lieder. Capriccio C7120, Urs Liska, Klavier.